# 忽睹都
忽睹都（?—?），元睿宗拖雷的第二子。
忽睹都是元宪宗蒙哥的弟弟，元世祖忽必烈、伊利汗国创始人旭烈兀、阿里不哥的哥哥。忽睹都早逝，没有留下后代。 

## 资料来源
- 《元史·宗室世系表》
- 《新元史》